# LXII Corpo de Exército (Alemanha)
O LXII Corpo de Exército (em alemão:LXII. Armeekorps) foi um Corpo de Exército alemão que operou durante a Segunda Guerra Mundial.

## Comandantes
| Comandante                               | Data                                        |
| ---------------------------------------- | ------------------------------------------- |
| General der Infanterie Ferdinand Neuling | 5 de agosto de 1944 - ? de novembro de 1944 |

## Área de operações
| Sul da França | agosto de 1944 - novembro de 1944 |